# 제우 (고구려)
제우(齊于, ?~?)는 고구려의 장군이다.

## 생애
475년, 대로(對盧) 관등이었던 그는 고구려가 3만 군을 이끌고 백제를 공격할 당시 고구려군의 주요 지휘관의 한 사람으로 참전했으며, 한성을 함락시키고 개로왕을 사로잡아 죽이는 데 공을 세웠다.